# 莫頓 (德克薩斯州)
莫頓（英語：Morton）是一個位於美國德克薩斯州科克倫縣的城市。根據2010年美國人口普查，該地共人口2006人，而該地的面積約為3.90平方千米。同時該地也是科克倫縣的縣治。

## 地理
莫頓的座標為33°43′30″N 102°45′34″W / 33.72500°N 102.75944°W，而該地的平均海拔高度為1146米（即3760英尺）。